# Notre Dame Seishin University
La Notre Dame Seishin University (NDSU) è un'università privata di indirizzo cattolico con sede a Okayama, in Giappone.

## Storia
Le origini dell'istituto risalgono alla scuola femminile fondata nel 1886 dalle Suore di Nostra Signora di Namur. La scuola fu elevata al rango di università nel 1949.